# Ola (Dakota del Sud)
Ola è un census-designated place (CDP) degli Stati Uniti d'America, nella contea di Brule.